# Elezioni parlamentari in Niger del 1995
Le elezioni parlamentari in Niger del 1995 si sono tenute il 12 gennaio.

## Risultati
| Liste                                                               | Voti      | %     | Seggi |
| ------------------------------------------------------------------- | --------- | ----- | ----- |
| Movimento Nazionale per la Società dello Sviluppo                   | 467 080   | 32,30 | 29    |
| Convenzione Democratica e Sociale                                   | 428 760   | 29,65 | 24    |
| Partito Nigerino per la Democrazia e il Socialismo                  | 203 629   | 14,08 | 12    |
| Alleanza Nigerina per la Democrazia e il Progresso                  | 186 247   | 12,88 | 9     |
| Unione per la Democrazia e il Progresso Sociale                     | 45 724    | 3,16  | 2     |
| Partito per l'Unità Nazionale e lo Sviluppo                         | 34 610    | 2,39  | 3     |
| Partito per il Socialismo e la Democrazia in Niger                  | 21 010    | 1,45  | 2     |
| Partito Progressista Nigerino - Raggruppamento Democratico Africano | 18 294    | 1,27  | 1     |
| Unione dei Patrioti Democratici e Progressisti                      | 13 589    | 0,94  | 1     |
| Altri                                                               | 27 178    | 1,88  | –     |
| Totale                                                              | 1 446 121 | 100   | 83    |